# Un chant d'amour
Un chant d'amour ("Ljubavna pjesma") jedini je film francuskog pisca Jeana Geneta, a on ga je režirao 1950. godine. Film je smatran kontroverznim zbog eksplicitnog prikazivanja homoseksualnosti te ga se sam Genet "odrekao".
Radnja je smještena u francuski zatvor, gdje jedan čuvar uživa promatrajući zatvorenike. U jednoj je ćeliji čovjek koji izgleda kao prosječni Alžirac, a u susjednoj naočit mladić od otprilike 20 godina. Stariji je muškarac zaljubljen u mladića, što pokazuje dijeleći dim cigarete s njim kroz slamku.
Nakon što čuvar to primijeti, on ulazi u ćeliju "Alžirca" i istuče ga, a nakon toga natjera "Alžirca" da stavi njegov pištolj u svoja usta. 

## Uloge
- André Reybaz ‒ čuvar
- Lucien Sénémaud ‒ mladić
- Java
- Coco Le Martiniquais

Javi i Cocu je ovaj film jedini u kojem su glumili.

## Vanjske poveznice
- Un chant d'amour, YouTube
- Un chant d'amour (1950), IMDb